# Sudervės-Friedhof
Der Sudervės-Friedhof ist ein Friedhof der Saltoniškės-Friedhofsgruppe im Stadtteil Viršuliškės der litauischen Hauptstadt Vilnius, neben dem Jüdischen Friedhof Sudervė und dem Einkaufszentrum PC Mada. Er ist nach dem Dorf Sudervė der Rajongemeinde Vilnius benannt. Der Friedhof ist 11,39 ha groß. Hier werden die Bewohner der Stadt  begraben. Die Bestattung ist begrenzt, man darf nur in bestehenden Gräbern graben. 2012 wurde der Friedhof im Register der Immobilien eingetragen. Es gibt ein Kolumbarium.

## Gräber
- Edvardas Burokas (1933–2013), politischer Gefangener[2]